# 渡辺昭夫
渡辺 昭夫（わたなべ あきお、1932年8月13日 - ）は、日本の国際政治学者。専門は、国際政治学・日本外交論。東京大学名誉教授、青山学院大学名誉教授。

## 経歴
千葉県千葉市出身。大阪府立和泉高等学校卒業。1958年、東京大学文学部国史学科卒業。同大学院人文科学研究科修士課程、明治大学大学院政治経済学研究科修士課程に転じ神川彦松に師事。1966年に香港大学講師、1967年にオーストラリア国立大学大学院で講和条約を基点とする沖縄問題をめぐる博士論文でPh.D（国際関係論）の学位を取得。1924年生まれの実兄が東京帝国大学在学中に結核で亡くなるが、渡邊自身も療養中の兄の書棚にあった岡義武の『日本政治史』に触れる。
帰国後は明治大学政治経済学部専任講師、助教授を経て、東京大学教養学部助教授、教授、定年退任後は青山学院大学国際政治経済学部教授。帝京大学教授を務めた。
2000年から2006年まで財団法人平和・安全保障研究所理事長を経て、同役員会副会長。

### 人物
第二次大戦期に母を亡くし、戦後は父渡辺正夫は公職追放（1950年死去）され、兄の一人（自身は四男）も亡くなり、自身も結核に罹患し、不幸が続いたが、少年から青年期に太平洋戦争から占領期を直接体験したことは、国際政治学・外交史研究者として大きな原動力となった。沖縄問題は生涯にわたる研究テーマとして取り組んでいる。
1970年代より防衛庁・外務省のブレーントラストとして活動。1994年2月、細川内閣期に設置された防衛問題懇談会（座長樋口廣太郎）の中心メンバーとして、同年8月にいわゆる「樋口レポート（『日本の安全保障と防衛力のあり方――21世紀へ向けての展望』）」を作成、その後の日米安全保障再定義(再確認)の動きに日本側から影響を与えた。照屋寛徳参議院議員が提起し内閣府が担当して始められた沖縄戦資料収集懇談会では、会長として資料収集方針を取りまとめた。

## 家族
父渡辺正夫は岸和田藩士の出身、帝国陸軍の砲兵専門家で、最終階級は中将（陸軍士官学校21期・陸軍大学校31期卒）だった。父の赴任で各地を転住し第56師団の編成地・九州・久留米で8-10歳の少年期を過ごす。
母方は九州（筑後国）の柳川藩・三池藩だった立花家の出身。縁者・立花小一郎（当時陸軍大佐、昭夫の大伯父）は、日露戦争のポーツマス講和条約全権団の一員で、渡辺家には立花小一郎が持ち帰った講話会議会場で使用されたインク壺が所蔵されていたが、2014年に外務省外交史料館に寄贈された。

## 著書
- The Okinawa Problem: A Chapter in U.S.-Japan Relations, (Melbourne University Press 1970).
- 『戦後日本の政治と外交――沖縄問題をめぐる政治過程』（福村出版, 1970年）
- 『アジア・太平洋の国際関係と日本』（東京大学出版会, 1992年）
- 『日本の近代（8）大国日本の揺らぎ 1972～』（中央公論新社, 2000年／中公文庫、2014年）

### 共著
- （衞藤瀋吉・公文俊平・平野健一郎）『国際関係論』（東京大学出版会, 1982年、第2版1989年）
- （石原信雄、御厨貴と聞き手）『首相官邸の決断――内閣官房副長官石原信雄の2600日』（中央公論社, 1997年／中公文庫, 2002年）
- The U.S.-Japan Security Alliance: Why It Matters and How to Strengthen It, with Ted Osius, (Greenwood Pub Group, 2002).

### 編著
- 『戦後日本の対外政策――国際関係の変容と日本の役割』（有斐閣, 1985年）
- 『講座国際政治（4）日本の外交』（東京大学出版会, 1989年）
- 『戦後日本の宰相たち』（中央公論社, 1995年／中公文庫, 2001年、改版2024年11月）
- 『戦後日本の形成』（日本学術振興会, 1996年）
- 『現代日本の国際政策――ポスト冷戦の国際秩序を求めて』（有斐閣, 1997年）
- 『アジアの人権――国際政治の視点から』（日本国際問題研究所, 1997年）
- 『アジア太平洋連帯構想』（NTT出版, 2005年）
- 『アジア太平洋と新しい地域主義の展開』（千倉書房, 2010年）
- 『21世紀を創る――大平正芳の政治的遺産を継いで』（PHP研究所, 2016年）

### 共編著
- （宮里政玄）『サンフランシスコ講和』（東京大学出版会, 1986年）
- （川口浩）『太平洋国家オーストラリア』 （東京大学出版会, 1988年）
- （緒田原涓一）『国際政治経済論』（有斐閣, 1988年）
- （山澤逸平）『2000年に向けての日豪関係』（日本経済研究センター, 1990年）
- （土山實男）『グローバル・ガヴァナンス――政府なき秩序の模索』（東京大学出版会, 2001年）
- （平和・安全保障研究所）『9.11事件から1年 そして私たちは』（第一書林, 2002年）
- （田中義具・色摩力夫）『今、国連そして日本』（自由国民社, 2004年）
- （秋山昌廣）『日本をめぐる安全保障これから10年のパワー・シフト――その戦略環境を探る』（亜紀書房, 2014年）
- （河野康子）『安全保障政策と戦後日本 1972～1994――記憶と記録の中の日米安保』（千倉書房, 2016年）
- 『戦後とは何か　政治学と歴史学の対話　上』（丸善出版, 2014年）- 論考を収録

### 訳書
- ドナルド・C・ヘルマン『日本の政治と外交――日ソ平和交渉の分析』（中央公論社〈中公新書〉, 1970年）
- ドナルド・C・ヘルマン『日本と東アジア――国際的サブシステムの形成』（中央公論社〈中公叢書〉, 1973年）
- （監訳）デニス・T・ヤストモ『戦略援助と日本外交』（同文館出版, 1989年）
- （共訳）リチャード・ナイル、クリスチャン・クラーク『オセアニア』（朝倉書店, 2000年）
- （監訳）コリン・エルマン、ミリアム・フェンディアス・エルマン『国際関係研究へのアプローチ――歴史学と政治学の対話』（東京大学出版会, 2003年）
- （監訳）ジェームズ・マン『ウルカヌスの群像――ブッシュ政権とイラク戦争』（共同通信社, 2004年）
- ジェームズ・マン『危険な幻想――中国が民主化しなかったら世界はどうなる？』（PHP研究所, 2007年）
- （監訳）ケネス・ウォルツ『人間・国家・戦争――国際政治の3つのイメージ』（勁草書房, 2013年）

## 論文
- 「日本流の戦争学はあったのか?」（年報戦略研究5<日本流の戦争方法>、戦略研究学会編、芙蓉書房出版、2007年11月）